# Eilema lurida
Eilema lurida là một loài bướm đêm thuộc phân họ Arctiinae, họ Erebidae.